# Phytomyza wahlgreni
Phytomyza wahlgreni is een vliegensoort uit de familie van de mineervliegen (Agromyzidae). De wetenschappelijke naam van de soort is voor het eerst geldig gepubliceerd in 1944 door Ryden.